# Luigi Chiatti
Luigi Chiatti, né Antonio Rossi le 27 février 1968 à Narni en Italie, surnommé « le monstre de Foligno », est un tueur en série qui a assassiné deux petits garçons âgés de 4 et 13 ans en 1992 et 1993. Donato Carrisi a écrit un thriller inspiré de son mode opératoire et de ses victimes, intitulé Le Chuchoteur.
Il est arrêté pour le meurtre de Lorenzo Paolucci âgé de 13 ans en 1993 puis il avoue qu'il a déjà tué Simone Allegretti âgé de 4 ans en 1992.
Il est incarcéré à la prison de Spoleto où il purge une peine de 30 ans.

## Biographie
Il naît Antonio Rossi à Narni d'une mère célibataire, Marisa Rossi, femme de chambre, et de père inconnu. Sa mère l'abandonne quelques jours après la naissance. L'enfant est recueilli dans un orphelinat près de Narni, jusqu'à ce qu'il soit adopté à l'âge de six ans par un médecin, Emmano Chiatti, et son épouse Giacoma, née Ponti, demeurant à Foligno. Lorsque l'adoption est officialisée le 13 juin 1975, son nom est changé en Luigi Chiatti.

## Homicides
Dans l'après-midi du dimanche 4 octobre 1992, le petit Simone Allegretti de 4 ans disparaît dans la campagne entre Foligno et Bevagna. Son corps sans vie est retrouvé deux jours plus tard près d'un endroit escarpé. Peu avant la découverte du corps du garçonnet, un mot sur un bout de papier est trouvé dans une cabine téléphonique en face de la gare ferroviaire de Foligno. L'auteur de ce billet revendique le meurtre et fournit des détails précis sur le lieu du crime et l'habillement de la victime. Il indique vouloir aussi commettre un deuxième meurtre. Le siège de la police de Pérouse fait activer un numéro vert. Le 13 octobre, un homme appelle plusieurs fois, se présentant comme  « le monstre de Foligno ». Après recherches, l'auteur de ces appels est identifié comme Stefano Spilostros, jeune agent immobilier lombard. Sa culpabilité est écartée car plusieurs proches attestent que le jour du crime Spilostros se trouvait à Rodano, dans la province de Milan. Une autopsie est effectuée sur le corps du garçonnet qui écarte la culpabilité de Spilostros qui s'avère n'être qu'un dangereux mythomane. L'atmosphère d'hystérie créée par les médias suscite des cas similaires. Par exemple, un jeune ouvrier de la province de Macerata s'accuse aussi d'être « le monstre de Foligno ».  
Le 7 août 1993, un second meurtre est commis. Le cadavre du jeune Lorenzo Paolucci, treize ans, est découvert à quelques dizaines de mètres de la maison de Luigi Chiatti. Les traces mènent directement au domicile du meurtrier. Celui-ci avoue presque tout de suite et s'accuse aussi du meurtre du petit Simone Allegretti.   